# Muscle court extenseur de l'hallux
Le muscle court extenseur de l'hallux (ou muscle court extenseur du gros orteil) est un muscle inconstant du membre inférieur situé sur le dessus du pied.

## Description
Le muscle court extenseur de l'hallux est considéré par certain anatomiste comme étant le faisceau médial du muscle court extenseur des orteils, mais les nomenclatures (FMA, TA98 et TA2) le reconnaissent comme une entité distincte.
Il relie le calcanéus à la phalange proximale de l'hallux.

## Origine
Le muscle court extenseur de l'hallux se fixe sur la face supérieure du calcanéus.

## Trajet
Le muscle court extenseur de l'hallux s'oriente médialement et passe au-dessus du cunéiforme intermédiaire et du premier métatarsien pour se terminer par un tendon.

## Terminaison
Le tendon s'insère sur la face dorsale de la base de la phalange proximale de l'hallux.

## Innervation
Le muscle court extenseur de l'hallux est innervé par la branche terminale latérale du nerf fibulaire profond comme le muscle court extenseur des orteils.

## Anatomie fonctionnelle
Le muscle court extenseur de l'hallux est extenseur de la première articulation métatarso-phalangienne.